# 瀬戸口祐基
瀬戸口 祐基（せとぐち ゆうき、1988年 - ）は、日本の法学者。神戸大学大学院法学研究科准教授。専門は債権法。法務博士（専門職）。長崎県出身。

## 経歴
- 1988年 長崎県生まれ
- 2007年 青雲高等学校卒業
- 2011年 東京大学法学部卒業
- 2013年
  - 東京大学大学院法学政治学研究科法曹養成専攻修了
  - 東京大学大学院法学政治学研究科助教
- 2016年 神戸大学大学院法学研究科特命准教授
- 2018年 神戸大学大学院法学研究科准教授

## 業績
- 「組合契約による相続代替」市民と法120, 59-63 (2019)
- 「債権者代位権制度のフランスにおける位置づけ」神戸法学雑誌68(4), 273-292 (2019)
- 「預金口座の取引経過についての金融機関の開示義務」別冊ジュリスト238（民法判例百選Ⅱ債権［第8版］）, 150-151 (2018)
- 「商法典上の在庫商品質に関する法改正――在庫商品質に関する2016年1月29日のオルドナンス第56号」日仏法学29,222-226 (2017)
- 債務整理に係る法律事務を受任した弁護士が、特定の債権者の債権につき消滅時効の完成を待つ方針を採る場合において、右方針に伴う不利益等や他の選択肢を説明すべき委任契約上の義務を負うとされた事例」法学協会雑誌132(3), 523-542 (2015)
- 「一 受働債権に弁済期の定めがある場合における相殺適状の成立につき、受働債権の弁済期が現実に到来していることの要否 二 民法五〇八条の適用につき、消滅時効が援用された自働債権がその消滅時効期間経過以前に受働債権と相殺適状にあったことの要否」法学協会雑誌131(10), 2153-2172 (2014)